# Мамедов, Салех Аршад оглы
Салех Аршад оглы Мамедов (азерб. Saleh Ərşad oğlu Məmmədov; род. 1 марта 1958, Тертерский район) — азербайджанский государственный деятель. Председатель правления Агентства автомобильных дорог Азербайджана. Президент Федерации гандбола Азербайджана.

## Биография
Родился в 1958 году в Тертерском районе. В 1980 году окончил Азербайджанский инженерно-строительный институт. В 2015 году окончил Бакинский государственный университет, факультет юриспруденции.
С 1980 по 1982 год работал в Бюро технической инвентаризации Министерства жилищно-коммунального хозяйства Азербайджанской ССР.
С 1982 по 2015 год работал инженером Главного управления «Дорожное строительство», треста дорожно-строительного ремонта «Азернефть», начальником производственного объединения «Азкоммункомплекттехника», начальником различных управлений  «Азеравтойол», «Йолнаглиятсервис»,  «Азерйолсервис».
В 2015 году занимал должность первого заместителя председателя ОАО «Азерйолсервис», временно исполняющего обязанности председателя ОАО «Азерйолсервис».
Член Партии «Новый Азербайджан» (с 2003).
Заслуженный инженер Азербайджана (10.04.2012).
Председатель «Азерйолсервис» (28 декабря 2015 — 2017).
Председатель Правления Государственного Агентства автомобильных дорог Азербайджана (с 21 декабря 2017).
Президент Федерации гандбола Азербайджана (с 1 декабря 2016).

## Награды
- Медаль «Прогресс» (22 сентября 2010)
- Орден «Слава» (21 февраля 2018, за заслуги в развитии дорожно-транспортной инфраструктуры в Азербайджане)[4]